# Judit Varga
Judit Varga (Miskolc, 10 de septiembre de 1980) es una jurista y política húngara. Entre 2019 y 2023 se desempeñó como ministra de Justicia de Hungría, bajo el primer ministro Viktor Orbán.

## Biografía
Es abogada graduada de la Universidad de Miskolc. Miembro del partido Fidesz-Unión Cívica Húngara, partido de la derecha política húngara, presidido por Viktor Orbán.
Entre 2009 y 2018 trabajó como asesora de miembros del Parlamento Europeo por Hungría. En junio de 2018 fue nombrada ministra de Estado para Relaciones con la Unión Europea en la Oficina del primer ministro Orbán, posición que ocupó hasta julio de 2019, cuando fue designada ministra de Justicia.
En las elecciones parlamentarias de 2022 fue elegida a la Asamblea Nacional. Formó parte de la Comisión de Relaciones Exteriores, que llegó a presidir. Renunció a la Asamblea en febrero de 2024.
En 2024, fue elegida para encabezar las listas de su partido en las elecciones al parlamento europeo, pero se vio forzada a dimitir antes de la celebración de las mismas por el escándalo provocado por un indulto concedido por la presidenta del país, Katalin Novák, a un encubridor de un delito de abuso sexual infantil, que contó con el visto bueno de Varga, mientras era ministra de Justicia. En el ámbito de la polémica suscitada dimitió también presentó su dimisión la presidenta Novák. 
A raíz de este asunto y en su intento de acallar las protestas, el primer ministro Orban anunció una reforma constitucional para prohibir los indultos en cualquier tipo de delito relacionado con los niños. El exmarido de Varga, Péter Magyar fue quien encabezó la campaña de protestas por este asunto y ha lanzado graves críticas de corrupción contra el gobierno húngaro y el entorno de Orban y se ha convertido de facto en el líder de la oposición en Hungría y probable candidato a competir contra Orban en las elecciones legislativas de 2026.